# 피타고라스 정리

피타고라스 정리: 두 직각변에 얹힌 두 정사각형의 넓이의 합은 빗변에 얹힌 정사각형의 넓이와 같다.

기하학에서 피타고라스 정리(문화어: 세 평방의 정리, 영어: Pythagorean theorem, Pythagoras' theorem)는 직각 삼각형의 빗변을 변으로 하는 정사각형의 넓이는 두 직각변을 각각 한 변으로 하는 정사각형 넓이의 합과 같다는 정리이다. 또한, 피타고라스 정리는 유클리드 기하학에서 직각삼각형을 이루는 세 변의 길이의 비에 대한 기본적인 관계이다. 이 정리는 피타고라스 방정식이라고 불리는 다리 a, b와 빗변 c의 길이에 관련된 방정식으로 쓰여질 수 있다.
{\displaystyle a^{2}+b^{2}=c^{2}}
이 정리는 기원전 570년경에 태어난 그리스 철학자 피타고라스의 이름을 따서 붙여졌다. 고전 고대에 그에게서 기인되었음에도 불구하고, 그 정리의 양상이 초기 문화에 알려졌다는 증거가 있어 현대의 학계에서는 피타고라스 자신이 그것을 알고 있었는지에 대해서도 의문을 제기해왔다. 그 정리는 많은 다른 방법들에 의해 수없이 증명되었다. 증명은 기하학적 증명과 대수적 증명 모두를 포함하여 다양하며, 일부는 수천 년 전으로 거슬러 올라간다.
이 정리는 차원, 유클리드 공간이 아닌 공간, 직각 삼각형이 아닌 객체, 그리고 전혀 삼각형이 아닌 n차원 입체 객체 등 다양한 방법으로 일반화할 수 있다. 피타고라스의 정리는 수학적 난해함, 신비성, 또는 지적 힘의 상징으로서 문학, 연극, 뮤지컬, 노래, 우표, 그리고 만화 등 수학 외의 관심을 끌었다.

## 정의
직각 삼각형의 두 직각변 {\displaystyle a,b}를 각각 한 변으로 하는 정사각형 면적의 합은 빗변 {\displaystyle c}를 한 변으로 하는 정사각형의 면적과 같다.
{\displaystyle a^{2}+b^{2}=c^{2}}
즉, {\displaystyle c}의 제곱은 {\displaystyle a}와 {\displaystyle b}의 제곱의 합이다. 다시 말해, {\displaystyle c}를 변으로 하는 정사각형의 넓이는 {\displaystyle a}를 변으로 하는 정사각형의 넓이와 {\displaystyle b}를 변으로 하는 정사각형의 넓이의 합이다.

### 다른 형식
피타고라스 정리는 직각 삼각형의 직각변 {\displaystyle a,b}와 빗변 {\displaystyle c} 가운데 둘을 알 때 남은 하나를 구하는 형식으로 쓸 수 있다.
직각 삼각형에서 직각변(밑변과 높이)의 길이만 알고 빗변은 알고 있지 않다면 빗변의 길이는 다음 방정식으로 계산할 수 있다.
{\displaystyle c={\sqrt {a^{2}+b^{2}}}}
빗변과 한쪽 직각변의 길이가 알려진 경우, 다른 쪽 변의 길이는 다음과 같이 계산될 수 있다.
{\displaystyle a={\sqrt {c^{2}-b^{2}}}}
또는
{\displaystyle b={\sqrt {c^{2}-a^{2}}}}
여기서 {\displaystyle x}가 음이 아닌 실수일 때, {\displaystyle {\sqrt {x}}}는 {\displaystyle x}의 음이 아닌 제곱근을 나타낸다.
이 정리의 일반화는 코사인 법칙으로, 다른 두 변의 길이와 그들 사이의 각도를 고려할 때, 삼각형의 어느 변의 길이를 계산할 수 있다. 다른 변 사이의 각도가 직각이라면 코사인 법칙은 피타고라스 방정식으로 감소한다.

### 피타고라스 삼조
피타고라스 정리의 관계를 만족시키는 세 양의 정수의 쌍을 피타고라스 삼조라고 한다. 예를 들어, {\displaystyle (3,4,5)}는 피타고라스 수이다.

## 증명
피타고라스 정리를 증명하는 방법은 여러 가지가 있다.

### 유클리드의 증명

유클리드의 원론에 실린 증명

유클리드는 원론에서 피타고라스 정리를 다음과 같이 증명하였다.
그림에서, {\displaystyle ABDE}와 {\displaystyle ACFG}, {\displaystyle BCHJ}는 모두 정사각형이다. {\displaystyle C}를 지나는 {\displaystyle AB}의 수선은 정사각형 {\displaystyle ABDE}를 직사각형 {\displaystyle AELM}과 {\displaystyle BDLM}으로 나눈다.
삼각형의 넓이는 '1/2 × 밑변 × 높이'이므로, 삼각형 {\displaystyle ABG}의 넓이는 정사각형 {\displaystyle ACFG}의 넓이의 절반이다. 마찬가지로, 삼각형 {\displaystyle AEC}의 넓이는 직사각형 {\displaystyle AELM}의 빨간색 부분의 넓이의 절반이다.
삼각형 {\displaystyle ABG}를 {\displaystyle A}를 중심으로 시계 방향으로 90도 회전하면 삼각형 {\displaystyle AEC}를 얻으므로, SAS에 따라 삼각형 {\displaystyle ABG}와 {\displaystyle AEC}는 합동이다. 서로 합동인 삼각형의 넓이는 같으므로, 삼각형 {\displaystyle ABG}와 {\displaystyle AEC}의 넓이는 같다.
따라서, 정사각형 {\displaystyle ACFG}의 넓이는 직사각형 {\displaystyle AELM}의 넓이와 같다. 마찬가지로, 정사각형 {\displaystyle BCHJ}의 넓이는 직사각형 {\displaystyle BDLM}의 넓이와 같다. 따라서, 정사각형 {\displaystyle ACFG}와 {\displaystyle BCHJ}의 넓이의 합은 정사각형 {\displaystyle ABDE}의 넓이와 같다.

### 삼각형의 닮음을 통한 증명

삼각형의 닮음을 사용한 증명

피타고라스 정리는 삼각형의 닮음을 사용하여 다음과 같이 증명할 수 있다.
그림에서, {\displaystyle CH}는 {\displaystyle C}를 지나는 빗변 {\displaystyle AB}의 수선이다.
삼각형 {\displaystyle ACH}와 {\displaystyle ABC}는 각 {\displaystyle A}를 공유하는 직각 삼각형이므로, AA에 따라 서로 닮음이다. 마찬가지로, 삼각형 {\displaystyle CBH}와 {\displaystyle ABC}는 서로 닮음이다. 따라서, 대응변에 대한 비례식이 다음과 같이 성립한다.
{\displaystyle {\frac {AC}{AH}}={\frac {AB}{AC}}}
{\displaystyle {\frac {BC}{BH}}={\frac {AB}{BC}}}
즉, 다음이 성립한다.
{\displaystyle AC^{2}=AB\cdot AH}
{\displaystyle BC^{2}=AB\cdot BH}
이 두 식을 합하면 피타고라스 정리를 얻는다.
{\displaystyle AC^{2}+BC^{2}=AB\cdot AH+AB\cdot BH=AB\cdot (AH+BH)=AB^{2}}

### 대수적 증명

대수적 증명

피타고라스 정리는 대수학의 방법을 사용하여 다음과 같이 증명할 수 있다.
그림과 같이, 직각변이 {\displaystyle a,b}, 빗변이 {\displaystyle c}인 4개의 직각 삼각형을 적절히 배열하여 큰 정사각형을 만들 수 있다.
이 큰 정사각형은 {\displaystyle (a+b)}를 변으로 하므로 그 넓이는 {\displaystyle (a+b)^{2}}이다. 또한, 이는 {\displaystyle c}를 변으로 하는 작은 정사각형의 넓이 {\displaystyle c^{2}}와 직각 삼각형의 넓이 {\displaystyle \textstyle {\frac {1}{2}}ab}의 4배의 합과 같다.
{\displaystyle (a+b)^{2}=c^{2}+4\cdot {\frac {1}{2}}ab=c^{2}+2ab}
이를 정리하면 피타고라스 정리를 얻는다.
{\displaystyle c^{2}=(a+b)^{2}-2ab=a^{2}+2ab+b^{2}-2ab=a^{2}+b^{2}}

### 가필드의 증명
미국의 20대 대통령 제임스 가필드는 다음과 같은 방법으로 피타고라스 정리를 증명했다.
두 평행한 변의 길이가 각각 {\displaystyle a,b}이고 이 두 변과 수직인 변의 길이가 {\displaystyle a+b}인 사다리꼴의 넓이는 다음 공식을 따른다.
{\displaystyle A={\frac {1}{2}}(a+b)^{2}={\frac {1}{2}}(a^{2}+2ab+b^{2})}

제임스 가필드의 증명

그림에서 삼각형 1, 2의 면적은 각각 {\displaystyle {\tfrac {1}{2}}ab}이고, 두 삼각형의 면적의 합은 {\displaystyle ab}이다.
삼각형 3의 면적은 {\displaystyle A-ab={\frac {1}{2}}(a^{2}+b^{2})={\frac {1}{2}}c^{2}}이므로
이를 정리하면 피타고라스 정리를 얻는다.
{\displaystyle a^{2}+b^{2}=c^{2}}

## 역
피타고라스 정리의 역 또한 성립한다. 즉, 만약 삼각형의 세 변 {\displaystyle a,b,c}가 {\displaystyle a^{2}+b^{2}=c^{2}}를 만족시킨다면, 이 삼각형은 반드시 {\displaystyle c}를 빗변으로 하는 직각 삼각형이다.

### 역의 증명
피타고라스 정리의 역은 다음과 같이 증명할 수 있다.
삼각형 {\displaystyle ABC}에서, {\displaystyle A,B,C}의 대변 {\displaystyle a,b,c}가 {\displaystyle a^{2}+b^{2}=c^{2}}를 만족시킨다고 하자.
임의의 점 {\displaystyle C'}을 취하자. {\displaystyle C'}를 꼭짓점으로 하는 직각을 그리자. 직각의 두 변에서 각각 적절한 {\displaystyle A',B'}를 취하여, {\displaystyle A'C'=AC=b}이며, {\displaystyle B'C'=BC=a}이도록 만들자.
그렇다면, {\displaystyle A'B'C'}는 {\displaystyle a,b}를 직각변으로 하는 직각 삼각형이다. 피타고라스 정리에 따라 그 빗변은 {\displaystyle c}이다. SSS에 따라 삼각형 {\displaystyle ABC}와 {\displaystyle A'B'C'}는 서로 합동이다. 따라서 각 {\displaystyle C}는 각 {\displaystyle C'}와 같이 직각이다. 즉, {\displaystyle ABC}는 {\displaystyle c}를 빗변으로 하는 직각 삼각형이다.

## 일반화

### 코사인 법칙
임의의 삼각형의 세 변 {\displaystyle a,b,c} 사이에 다음과 같은 관계가 성립하며, 이를 코사인 법칙이라고 한다.
{\displaystyle c^{2}=a^{2}+b^{2}-2ab\cos C}
여기서
- {\displaystyle C}는 {\displaystyle c}의 대각이다.
- {\displaystyle \cos }는 코사인이다.

코사인 법칙에 {\displaystyle \textstyle C={\frac {\pi }{2}}=90^{\circ }}를 취하면 피타고라스 정리를 얻는다.

### 유클리드 거리
직교 좌표계의 두 점 {\displaystyle (x_{1},y_{1}),(x_{2},y_{2})\in \mathbb {R} ^{2}} 사이의 거리는 다음과 같다.
{\displaystyle {\sqrt {(x_{1}-x_{2})^{2}+(y_{1}-y_{2})^{2}}}}
보다 일반적으로, {\displaystyle n}차원 유클리드 공간 {\displaystyle \mathbb {R} ^{n}}의 두 점 {\displaystyle (a_{1},\dots ,a_{n}),(b_{1},\dots ,b_{n})\in \mathbb {R} ^{n}} 사이의 거리는 다음과 같다.
{\displaystyle {\sqrt {(a_{1}-b_{1})^{2}+\cdots +(a_{n}-b_{n})^{2}}}}

### 노름 공간
내적 공간 {\displaystyle (V,\langle \cdot ,\cdot \rangle )}의 두 벡터 {\displaystyle v,w\in V}가 직교한다고 하자. (즉, {\displaystyle \langle v,w\rangle =0}이라고 하자.) 그렇다면, 이 두 원소의 노름과 둘의 합의 노름 사이에 다음과 같은 관계가 성립하며, 이를 노름 공간 위의 피타고라스 정리라고 한다.
{\displaystyle \Vert v+w\Vert ^{2}=\Vert v\Vert ^{2}+\Vert w\Vert ^{2}}
보다 일반적으로, {\displaystyle n}개의 벡터 {\displaystyle v_{1},\dots ,v_{n}\in V}가 쌍마다 직교한다고 하자. (즉, {\displaystyle \langle v_{i},v_{j}\rangle }가 대각 행렬을 이룬다고 하자.) 그렇다면, 이들의 노름과 합의 노름 사이에 다음과 같은 관계가 성립한다.
{\displaystyle \Vert v_{1}+\cdots +v_{n}\Vert ^{2}=\Vert v_{1}\Vert ^{2}+\cdots +\Vert v_{n}\Vert ^{2}}

## 역사
바빌론인은 많은 쌍의 피타고라스 삼조를 알고 있었다.
검증되지 않은 일화에 따르면, 이집트인은 밧줄을 {\displaystyle 3:4:5}비율로 매듭내어 직각삼각형을 만들었다.
피타고라스 학파는 피타고라스 삼조를 구하는 방법을 고안하였다. 즉, 홀수 {\displaystyle m}에 대하여, {\displaystyle \textstyle (m,{\frac {m^{2}-1}{2}},{\frac {m^{2}+1}{2}})}는 피타고라스 삼조이다. 또한, 피타고라스 학파의 히파소스는 이 과정에서 통약 불가능 비율을 발견하였다고 여겨진다.
에우클레이데스는 원론에서 피타고라스 정리를 서술 및 증명하였으며, 이는 발견된 최초의 증명이다.
인도인 역시 피타고라스 정리를 "직사각형의 대각선의 제곱은 두 이웃변의 제곱합과 같다"는 내용으로서 알고 있었다. 이는 적절한 모양의 제단을 만드는 데 응용되었다.
유휘는 《구장산술주》에서 원주율을 계산하는 데 피타고라스 정리를 사용하였다.
피타고라스 학파가 피타고라스 정리를 발견 및 증명하였는지는 확실하지 않다. 프로클로는 원론의 주해를 쓸 때, 정리의 발견과 최초 증명에 대한 공로를 피타고라스에게 돌렸다. 이에 대하여, 모리스 클라인은 다음과 같이 적었다.
| “ | [...] 그들[피타고라스 학파]이 피타고라스 정리를 증명하였었는지에 대해서는 널리 탐구되어 왔으며, 그에 대한 답은 그렇지 않을 수도 있다는 것이다. 닮음 삼각형을 사용한 증명은 상대적으로 쉬운 방법이나, 피타고라스 학파는 닮음 도형에 대한 완전한 이론을 갖지 못했다. 유클리드의 원론 제1권 명제 47에서의 증명은 닮음 도형 이론을 사용하지 않으므로, 어려운 증명이다. 또한, 프로클로는 이 증명의 공로를 유클리드에게 돌렸다. [...] The question of whether they [the Pythagoreans] proved the Pythagorean theorem has been extensively pursued, and the answer is that they probably did not. It is relatively easy to prove it by using facts about similar triangles, but the Pythagoreans did not have a complete theory of similar figures. The proof given in Proposition 47 of Book I of Euclid's Elements (Chap. 4, sec. 4) is a difficult one because it does not use the theory of similar figures, and this proof was credited by Proclus to Euclid himself. | ” |
|   | — :34, §3.5 |   |

## 피타고라스 정리를 이용한 삼각형의 종류의 판별
만약, {\displaystyle a^{2}+b^{2}=c^{2}}라면, 그 삼각형은 {\displaystyle \angle C}가 직각인 직각삼각형이다.
만약, {\displaystyle a^{2}+b^{2}<c^{2}}라면, 그 삼각형은 {\displaystyle \angle C}가 둔각인 둔각삼각형이다.
만약, {\displaystyle a^{2}+b^{2}>c^{2}}라면, 그 삼각형은 {\displaystyle \angle C}가 예각인 예각삼각형이다.
여기서, {\displaystyle c}는 빗변, {\displaystyle a,b}는 직각을 낀 빗변이 아닌 나머지 두 변이고, 삼각형이 될 필요충분조건인 {\displaystyle a+b>c}를 만족한다.(여기서, {\displaystyle \angle C}는 변 {\displaystyle c}의 대각을 뜻한다.)

## 같이 보기
- 페르마의 마지막 정리
- 피타고라스
- 법칙
- 수학
- 도형